# Bothriospermum chinense
Bothriospermum chinense är en strävbladig växtart som beskrevs av Aleksandr Andrejevitj Bunge. Bothriospermum chinense ingår i släktet Bothriospermum och familjen strävbladiga växter. Inga underarter finns listade i Catalogue of Life.